# پوکروفسک، یاقوتستان
شهر پوکروفسک، یاقوتستان (به روسی: Покровск) در کشور روسیه و در جمهوری یاقوتستان واقع شده‌است.